# Durchführungsorganisation
Durchführungsorganisationen sind im Sprachgebrauch des Bundesministeriums für wirtschaftliche Zusammenarbeit und Entwicklung (BMZ) spezielle Organisationen der deutschen Entwicklungszusammenarbeit. Sie werden vom BMZ mit der Ausführung der entwicklungspolitischen Projekte der Bundesregierung beauftragt.
Die Vielfalt der Durchführungsorganisationen ist eine Besonderheit der deutschen Entwicklungszusammenarbeit. Die einzelnen Organisationen haben sich auf bestimmte Aufgabenbereiche spezialisiert.

## Aufgaben
Die Durchführungsorganisationen der deutschen Entwicklungszusammenarbeit haben insbesondere drei wesentliche Aufgaben:
- Sie sind für die Umsetzung von Projekten der Finanziellen Zusammenarbeit und der Technischen Zusammenarbeit zuständig.
- Sie bereiten deutsche Fachkräfte und Entwicklungshelferinnen und Entwicklungshelfern auf ihre Entsendung in Entwicklungsländer vor.
- Sie sind für die berufliche Fortbildung von Fach- und Führungskräften aus den Partnerländern zuständig.

## Organisationen
Für den Bereich der finanziellen Zusammenarbeit sind vor allem die KfW-Entwicklungsbank (Teil der KfW Bankengruppe) und die Deutsche Investitions- und Entwicklungsgesellschaft (DEG) zuständig. Für die praktische Zusammenarbeit vor Ort in den Partnerländern übernimmt die Deutsche Gesellschaft für Technische Zusammenarbeit die Verantwortung.
Der Deutsche Entwicklungsdienst hat sich auf die Vorbereitung und Entsendung von Entwicklungshelferinnen und Entwicklungshelfern spezialisiert. Im Bereich des Capacity Building, der Personalentwicklung, Weiterbildung und Dialog- und Netzwerkbildung ist die Internationale Weiterbildung und Entwicklung gGmbH tätig. Internationale Fachkräfte werden vom Centrum für internationale Migration und Entwicklung ausgebildet.
Daneben gibt es weitere, auf einzelne Aufgaben spezialisierte Durchführungsorganisationen, wie zum Beispiel die Bundesanstalt für Geowissenschaften und Rohstoffe (BGR) oder die Physikalisch-Technische Bundesanstalt.

## Umstrukturierung
Mit Wirkung ab dem 1. Januar 2011 fusionierten die Deutsche Gesellschaft für Technische Zusammenarbeit, der Deutsche Entwicklungsdienst und die Weiterbildungsgesellschaft InWEnt zur Gesellschaft für Internationale Zusammenarbeit. 